# 인하대학교 성폭행 사망 사건
인하대학교 성폭행 사망 사건은 2022년 7월 15일 인천광역시 미추홀구 인하로 인하대학교 용현캠퍼스에서 인하대학교 재학생이 다른 재학생을 성폭행하고 사망하게 한 사건이다.

## 범죄사실 및 처분 요지
2022년 7월 15일 인하대학교 학생(당시 20세)은 교내 건물 2층과 3층 중간 계단에서, 당시 술에 만취하여 의식이 전혀 없어 자기보호 능력이 완전히 결여된 상태의 피해자를 강간하다가 창밖으로 떨어뜨려 사망하게 하였다 .
범행현장은 지상으로부터 8미터 높이로 창틀 끝이 외벽과 바로 이어져있으며, 바닥이 아스팔트이므로 추락시 사망에 이를 수 있는 구조였다.
범인은 자신의 휴대폰으로 범행 장면을 촬영하였으나 피해자의 신체가 촬영되지 못했다.
2022년 8월 9일 인천지방검찰청 여성아동범죄조사부는 범인을 성폭력범죄의처벌등에관한특례법위반죄로 구속기소하고, 피해자의 신체를 촬영하기 위한 실행에 착수하였다고 입증할 자료가 부족하여 성폭력범죄의처벌등에관한특례법위반의 점은 불기소 처분하였다.
2023년 1월 19일 인천지방법원 형사12부는 범인에게 징역 20년, 성폭력 치료프로그램 80시간 이수, 아동 관련기관 등에 대한 취업제한 10년 명령을 선고했다. 재판장 임은하 판사는 선고공판에서 중한 처벌 감수하면서까지 살해하려고 했다거나 살해 하려한 동기를 발견할 수 없었던 점 등을 참작해 살인 혐의에 대해 받아들이지 않고, 준강간치사죄를 적용해 판결을 내렸다.

2023년 10월 26일 상고심에서 원심 그대로 징역 20년을 확정했다.

## 전개

### 사건 이전
2022년 3월 피해자는 인하대학교에 입학했다.

### 사건 당일
2022년 7월 15일 오전 1시 30분경 피의자는 만취한 피해자를 인하대학교 용현캠퍼스의 한 단과대학 건물에서 승강기를 이용해서 3층으로 끌고 갔다. 같은 날 2시 20분~30분경 피의자는 피해자를 불법촬영하면서 성폭행하고 3층에서 떨어뜨렸다. 피해자가 추락하자 피의자는 피해자의 옷을 다른 곳에 버렸다. 2022년 7월 15일 3시 49분 피해자는 2호관(공과대학)과 60주년 기념관 사이에서 행인에게 발견되었다. 피해자는 같은 날 오전 4시 15분경 병원으로 옮겨졌으나 치료 도중 오전 7시경 사망했다.

### 사건 이후
2022년 7월 22일 피의자는 준강간치사와 불법촬영 혐의로 검찰에 송치되었다. 8월 1일 피의자의 구속 기간이 8월 10일까지 연장되었다. 피의자는 검찰 조사에서 "피해자가 추락하는 상황은 기억나지 않는다. (잠에서) 깨어 보니 집이었다."라고 진술했다. 8월 9일 인천지방검찰청 여성아동범죄조사부는 피의자를 성폭력범죄의 처벌 등에 관한 특례법상 강간 등 살인 혐의로 구속 기소했다. 치사가 살인으로 바뀐 이유는 피해자가 자기보호 능력이 완전히 결여된 상태였음이 인정되었기 때문이다.

## 반응
2022년 7월 18일 대한민국 대통령실은 “저희가 할 일은 다시는 이런 일이 재발하지 않도록 법과 질서를 더 세우는 일이다. 애통하게 세상을 떠난 희생자의 명복을 빈다.”라고 했다.
7월 20일 한국여성민우회는 언론의 선정적 보도에 문제가 있다고 했고, 인하대학교와 대한민국의 대학교의 강간 문화를 개선해야 한다고 했다.
7월 24일 김현숙 여성가족부 장관은 "여가부는 인하대 측에 재발방지대책 제출 의무를 안내하고, 2차 피해 방지를 위해 민감한 언론보도가 이뤄지지 않도록 한국기자협회에 협조를 요청했다"라고 했다. '남성 가해자, 여성 피해자' 프레임으로 사건을 바라봐서는 안 된다면서 "이건 학생 안전의 문제지, 또 남녀를 나눠 젠더 갈등을 증폭하는 건 절대 바람직하지 않다."라는 취지를 말했다. 8월 18일 그는 이 사건이 여성에 대한 폭력이 맞는다고 정정했다.
8월 18일 인하대학교 캠퍼스의 일곱 곳에서 REMEMBER 0715라고 적힌 낙서가 발견되었다. 낙서한 40대 남성은 "이 사건이 잊히는 게 싫어서 그랬다"라고 했다.